# Iwanowka (Tatarstan, Tetjuschski, Urjumskoje)
Iwanowka (russisch Ивановка) ist eine Derewnja (Dorf) in der russischen Republik Tatarstan. Der Ort gehört zur Landgemeinde Urjumskoje selskoje posselenije im Tetjuschski rajon. Er hat 83 Einwohner (Stand 2010).

## Geographie
Iwanowka befindet sich 15 Kilometer südlich vom Rajonzentrum Tetjuschi. Der Gemeindesitz Prolei-Kascha liegt fünf Kilometer südlich. Die nächste Bahnstation ist Buinsk an der Strecke von Uljanowsk nach Selenodolsk 37 Kilometer nordwestlich. Die hier zum Kuibyschewer Stausee angestaute Wolga liegt fünf Kilometer östlich vom Dorf.